# Don't ask, don't tell

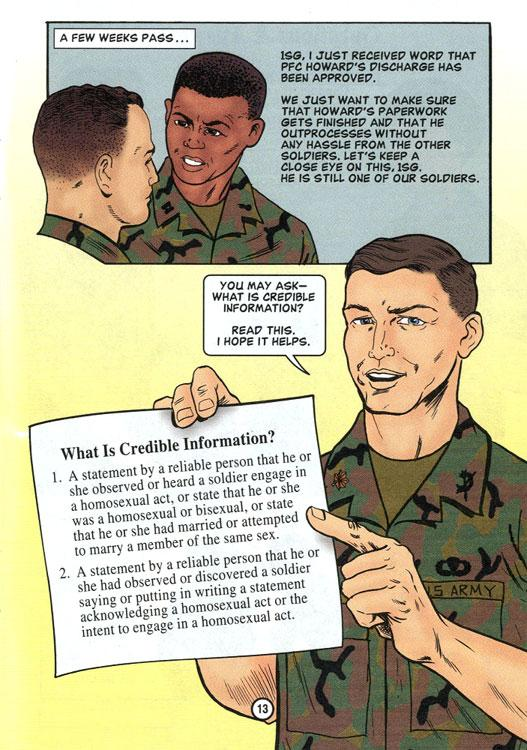
La questione dell'omosessualità nell'esercito americano trattata dalla guida dei soldati statunitensi Dignità e Rispetto (2001)

Don't ask, don't tell ("non chiedere, non dire" in lingua inglese), talvolta riportato come DADT, è il termine con cui comunemente ci si riferiva alla politica degli Stati Uniti d'America tra il 1994 e il 2011, in merito alla questione dell'orientamento sessuale dei membri dell'esercito.

## Storia
Questa politica, elaborata dall'allora capo dello stato maggiore congiunto Colin Powell - futuro segretario di Stato durante il primo mandato di George W. Bush - istituita dall'amministrazione Clinton il 21 dicembre 1993 e in vigore dal 28 febbraio 1994, intendeva limitare i tentativi dell'esercito di individuare membri o candidati omosessuali o bisessuali non dichiarati, al contempo escludendo dal servizio militare le persone apertamente omosessuali o bisessuali. Almeno 14.000 omosessuali sono stati esclusi per questo motivo durante il periodo di applicazione di questa legge (1994-2011). Le restrizioni sono imposte dalla legge federale Pub.L. 103-160 (10 U.S.C. § 654). 
Eccezion fatta per i casi in cui sussistono le condizioni dettate da 10 U.S.C. § 654(b), questa politica proibiva a chiunque "dimostri propensione o intenzione di intraprendere atteggiamenti omosessuali" di prestare servizio nell'esercito, poiché questo "creerebbe un inaccettabile rischio alla morale, all'ordine, alla disciplina e alla coesione che sono l'essenza della potenza militare". La legge inoltre proibiva a qualsiasi persona omosessuale o bisessuale di svelare il proprio orientamento sessuale o di parlare di relazioni omosessuali, incluso il matrimonio, durante il servizio nell'esercito. 
Il DADT, espressione coniata dal sociologo militare Charles Moskos, specifica che la parte della politica concernente il don't ask implica che un superiore non dovrebbe indagare in merito all'orientamento sessuale di un membro del servizio in assenza di atteggiamenti vietati, sebbene una credibile e articolata evidenza di omosessualità potrebbe avviare le indagini. Le violazioni di questo aspetto della legge, come le persecuzioni o le molestie nei confronti di persone sospette, hanno portato all'attuale formulazione don't ask, don't tell, don't harass, don't pursue (non chiedere, non dire, non molestare, non perseguitare). 

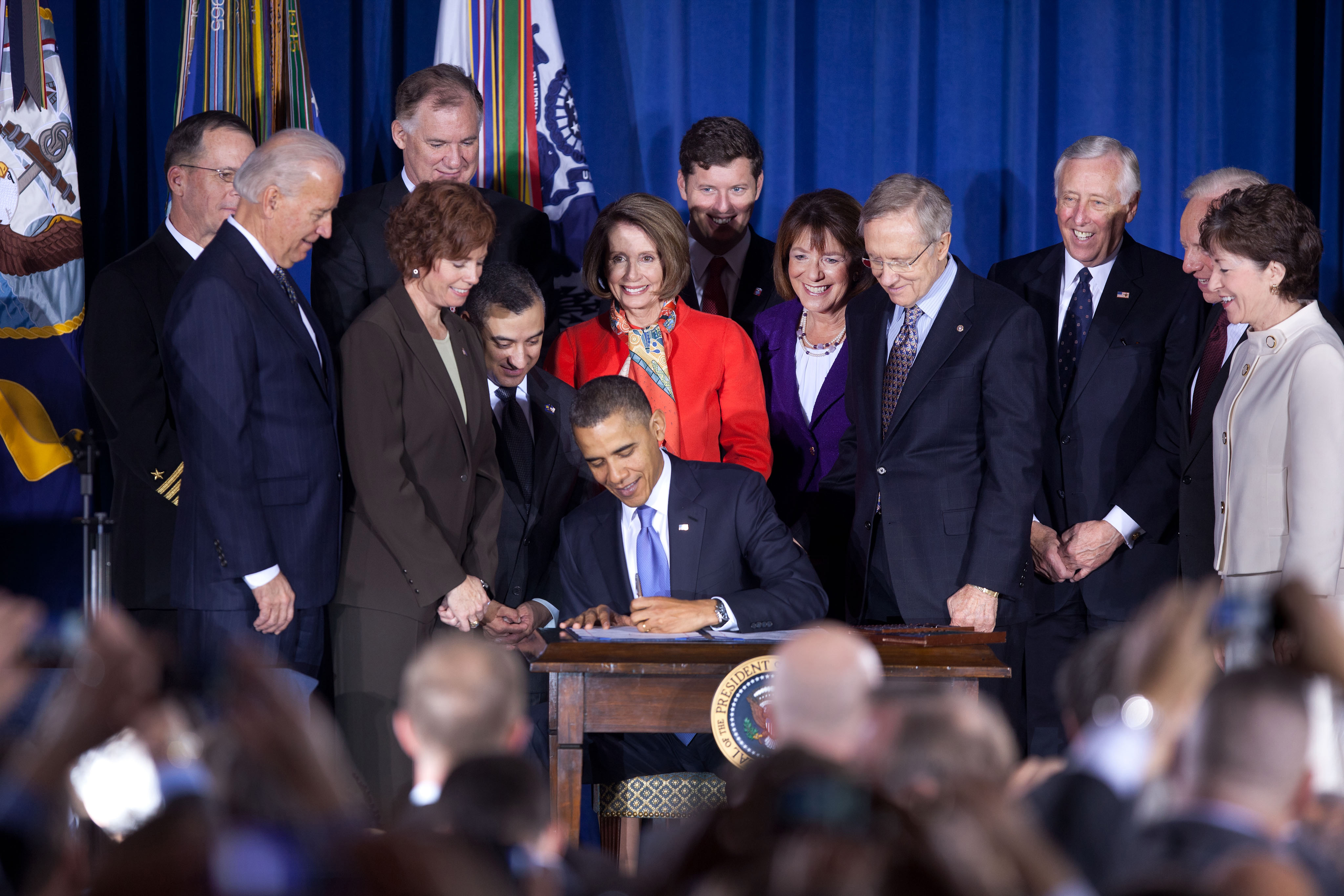
Il presidente Obama firma l'abrogazione della legge nel 2010

Il 27 maggio 2010, la Camera dei rappresentanti ha approvato, con 234 voti favorevoli e 194 contrari, la proposta di rettifica di Patrick Murphy al National Defense Authorization Act per l'anno fiscale 2011. L'emendamento avrebbe abrogato le sezioni della legge riguardanti il don't ask, don't tell, 60 giorni dopo il completamento di uno studio da parte del Ministero della difesa e il Segretario alla difesa, il presidente degli Stati Maggiori Riuniti e il Presidente hanno attestato che l'abrogazione non avrebbe danneggiato l'efficienza dell'esercito.
Lo stesso giorno il Comitato del Senato delle forze armate ha avanzato un provvedimento identico, con 16 voti favorevoli e 12 contrari, per il Defense Authorization Act. Il progetto di legge ha passato la Camera dei rappresentanti il 28 maggio 2010. The Washington Post ha dichiarato che anche nel caso in cui il progetto di legge fosse approvato dal Congresso e firmato dal Presidente, difficilmente qualsiasi cambiamento al DADT avverrebbe prima del 2011.
Lo studio di cui sopra è volto ad indicare come l'abrogazione dovrebbe essere attuata, oltre all'entità delle spese necessarie. L'attività di studio include inoltre l'impatto sul reclutamento e sul morale. Un sondaggio controverso che coinvolge 400.000 membri del personale dell'esercito è in corso allo scopo di aiutare l'organizzazione dello studio. Il 22 dicembre 2010 la legge Don't ask, don't tell è stata ufficialmente abrogata per decreto dell'amministrazione Obama ed è applicata dal 20 settembre 2011. L'espressione può indicare, per estensione a qualsiasi altro campo, una scelta generica di non rivelare informazioni non espressamente richieste. In questo modo, pur astenendosi dal mentire, si consegue comunque il risultato di occultare una data informazione.